# Friedrich Neuhaus

Friedrich Neuhaus

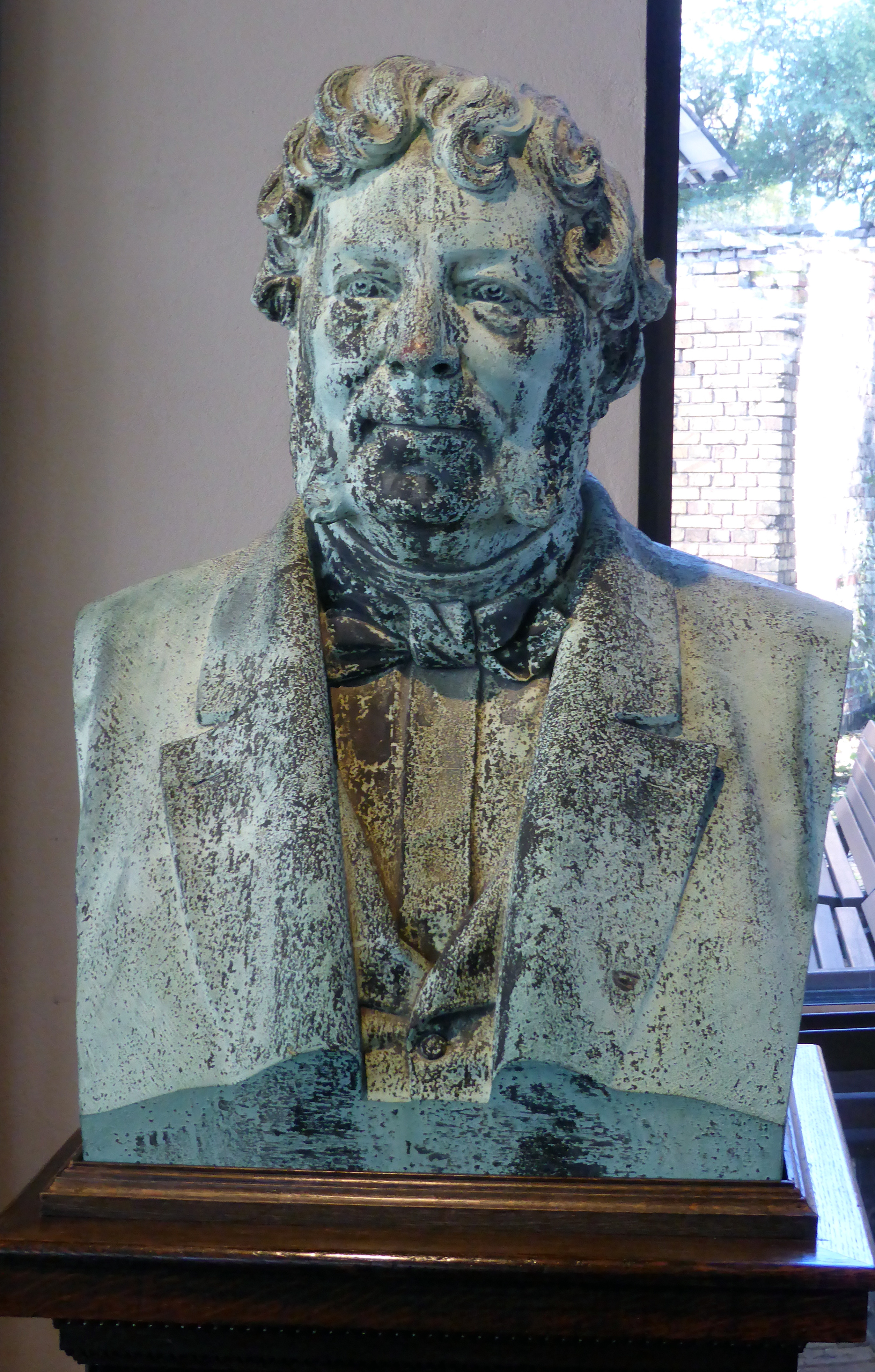
Bronzebüste vom Bildhauer Karl Keil, 1883.

Georg Ernst Friedrich Neuhaus (* 20. September 1797 in Behme bei Herford; † 4. Dezember 1876 in Berlin) war ein deutscher Architekt und preußischer Baubeamter. Bekannt wurde er als Vorstandsvorsitzender der Berlin-Hamburger Bahn. Er entwarf einen Großteil der Gebäude und eine Reihe von technischen Anlagen an den Strecken dieser Bahngesellschaft.

## Leben
Nach abgeschlossener Ausbildung als Feldmesser in Berlin und kurzer Tätigkeit bei der Oberdeichinspektion in Crossen an der Oder studierte er und bestand 1824 das staatliche Examen. Als Baureferendar in der preußischen Bauverwaltung war er mit dem Ausbau der Chausseen befasst und anschließend 1828 wurde Neuhaus, Friedrich zum Wegebauinspektor in Stargard in Pommern ernannt. Ab 1840 leitete er als Oberingenieur den Bau der Berlin-Stettiner Eisenbahn. Im Jahre 1843 wurde er technisches Mitglied der Direktion der Berlin-Hamburger Bahn (BHE) und leitete die Vorarbeiten für den Bau der Bahn. 1850 wurde er zum vorsitzenden Direktor der BHE gewählt. Gleichzeitig nahm er die Aufgaben des technischen und des Betriebsdirektors wahr. Aus dieser Position heraus, kann man ihm die Mitwirkung an Verkehrsbauten zuerkennen, die auch für Mecklenburg entscheidend waren; Bau der Eisenbahnlinie Hagenow – Schwerin 1847. 1860 wurde er zum Geheimen Regierungsbaurat ernannt.
Mehrere Neuheiten im Eisenbahnbau gehen auf Neuhaus zurück. So führte er die Laschenkonstruktion ein, mit denen Schienenenden miteinander verbunden wurden. Die Breitfußschiene wurde auf Neuhaus’ Betreiben schon zu einem Zeitpunkt verwendet, als noch neue Normen für die bis dahin übliche Doppelkopfschiene aufgestellt wurden.
Er ließ die erste schmiedeeiserne Gitterbrücke in Deutschland im Verein mit Borsig in Spandau über den Elsgraben bauen und auch die Konstruktion der rund einen Kilometer langen 1873 fertiggestellten Dömitzer Elbbrücke für die Zweigbahn Wittenberge–Buchholz stammt von ihm (1871–1874). Beim Brückenbau wurden auch seine Neuerungen, wie die Pressluft-Pfahlgründung, angewandt. Unter seiner Bauleitung entstand die Empfangshalle des Hamburger Bahnhofs in Berlin. Neuhaus entwarf auch das neue repräsentative Direktions- und Verwaltungsgebäude der Bahngesellschaft, das 1875 an der Invalidenstraße unmittelbar neben dem Berliner Empfangsgebäude fertiggestellt wurde und seit 1968 das Sozialgericht Berlin beherbergt.

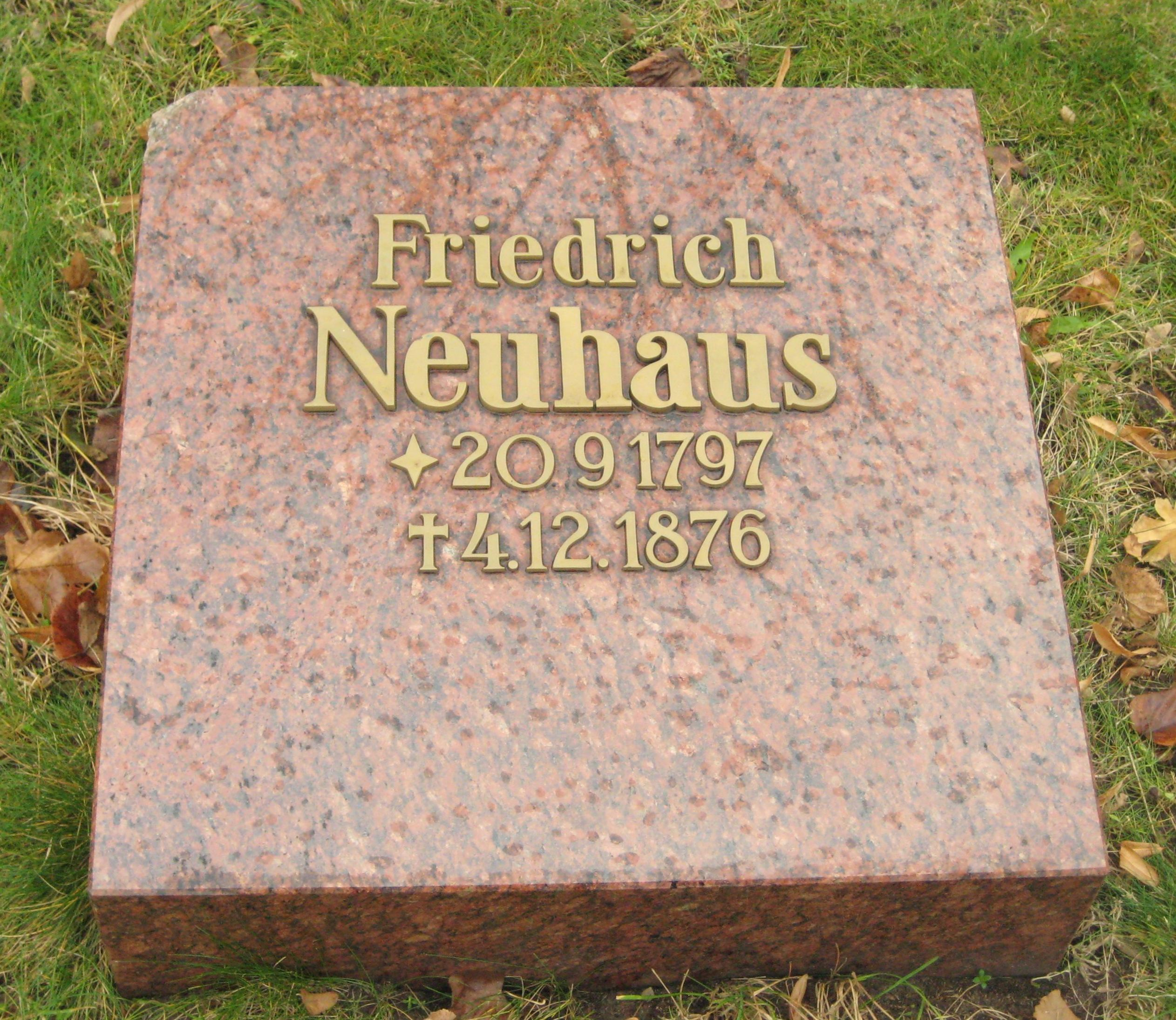
Grabstein auf dem Invalidenfriedhof, Berlin

Die Trauerrede zu seinem Tode führt aus, selten sei wohl ein Unternehmen so vorwiegend durch eine Person geführt worden. Neuhaus habe neben seiner Aufsichtstätigkeit auch alle wichtigen Angelegenheiten selbst bearbeitet, beinahe allen Schriftwechsel der Direktion mit anderen Eisenbahnverwaltungen, Privatpersonen und den Behörden verfasst, wobei er sich vielfach eines Stenografen bedient habe. Seiner Wirtschaftsweise sei es zu danken, wenn trotz der Ungunst der Zeiten und trotz Hinzutretens der vorläufig noch ganz unrentablen Zweigbahn Wittenberge-Buchholz der Ertrag des Unternehmens keine wesentliche Schmälerung erfuhr und von den Schwierigkeiten, unter denen andere Bahnen litten, verschont geblieben sei.